# Richia oaxacana
Richia oaxacana là một loài bướm đêm trong họ Noctuidae.